# Juan Encarnación
Juan De Dios Encarnación (Las Matas de Farfán, 8 de março de 1976) é um jogador profissional de beisebol estadunidense.

## Carreira
Juan Encarnación foi campeão da World Series 2006 jogando pelo St. Louis Cardinals. Na série de partidas decisiva, sua equipe venceu o Detroit Tigers por 4 jogos a 1.